# Christer Winbäck
Sten Sture Christer Winbäck, född 7 december 1953 i Locketorps församling i Skaraborgs län, är en svensk politiker (liberal). Han var ordinarie riksdagsledamot 2002–2014, invald för Västra Götalands läns östra valkrets.
I riksdagen var Winbäck ledamot i trafikutskottet 2006–2007, EU-nämnden 2007–2010 och utrikesutskottet 2010–2014. Han var kvittningsman 2006–2014 samt suppleant i arbetsmarknadsutskottet, försvarsutskottet, socialutskottet, trafikutskottet, sammansatta utrikes- och försvarsutskottet och Nordiska rådets svenska delegation.
Winbäck är sjuksköterska och har bland annat arbetat som klinikföreståndare samt som IT-chef.[källa behövs]